# Anjo de Portugal
Anjo de Portugal, também conhecido como Santo Anjo da Guarda de Portugal, Anjo Custódio de Portugal e Anjo da Paz, é reconhecido como o anjo da guarda de Portugal, que é a única nação que tem uma figura angelical como seu protetor e padroeiro. Portugal celebra o Dia do Anjo no dia 10 de junho que é o feriado nacional nesse país.

## História

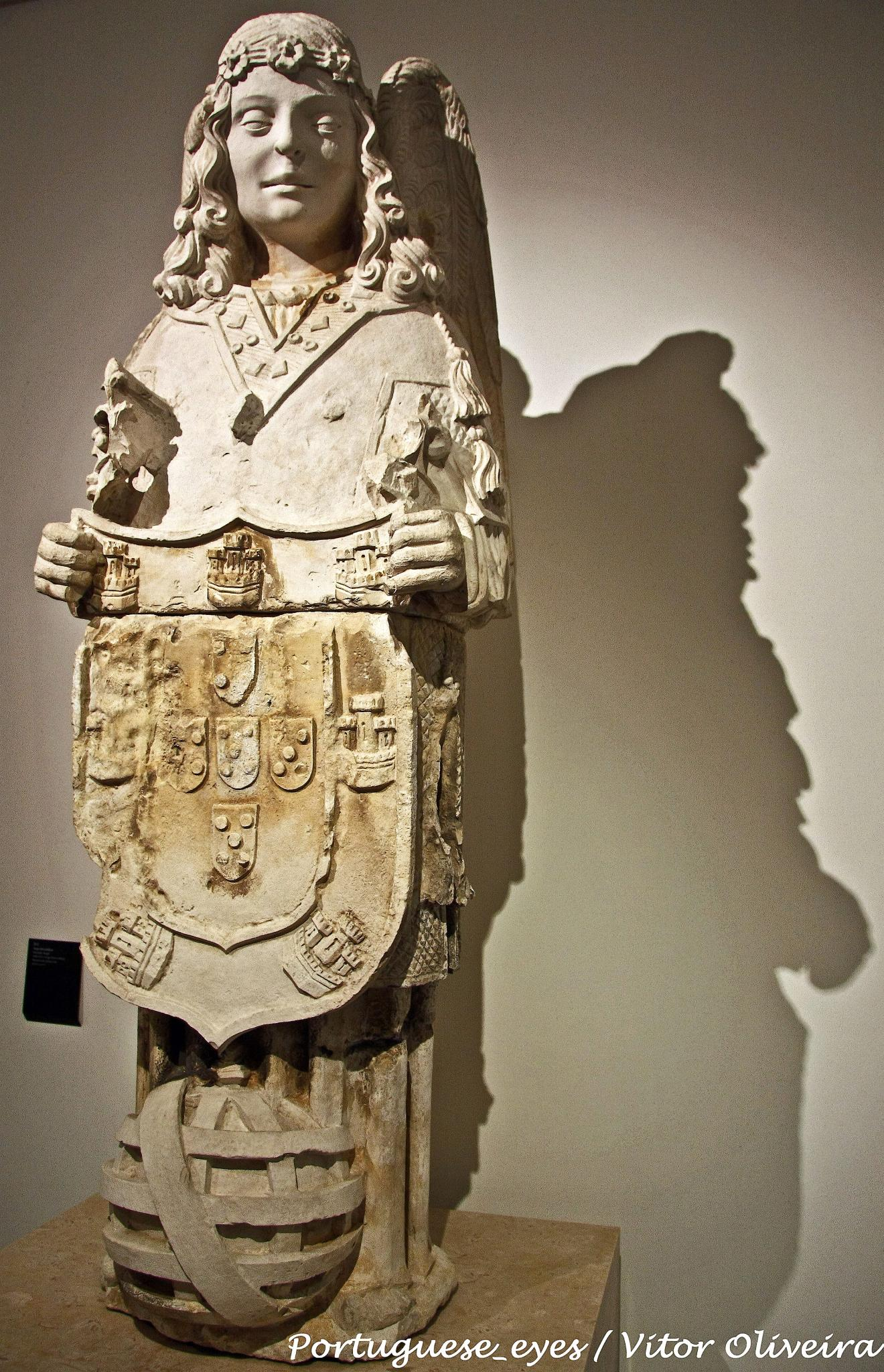
Anjo de Portugal, Museu Nacional Machado de Castro, Coimbra

Na tradição cristã, os anjos da guarda são um tipo de anjo incumbidos por Deus com a proteção de cada pessoa ou grupo. Mas durante muito tempo não houve senão uma única festa dos cristãos aos Anjos: a de 29 de Setembro.[carece de fontes?] Parece ser em Valência (Espanha) onde surge em 1411 uma festa a Anjo Custódio "da Cidade", no seu conjunto, e posteriormente muitas outras Cidades e Reinos a imitaram, festejando o seu Anjo protetor.
A pedido do rei D. Manuel I de Portugal, o Papa Júlio II instituiu em 1504 a festa do «Anjo Custódio do Reino» cujo culto já seria antigo em Portugal. O pedido terá sido feito ao Papa Leão X e este autorizou a sua realização no terceiro Domingo de Julho. A sua devoção quase desapareceu depois do séc. XVII, mas seria restaurada mais tarde, em 1952, quando mandada inserir no Calendário Litúrgico português pelo Papa Pio XII, para comemorar o Dia de Portugal no 10 de junho.

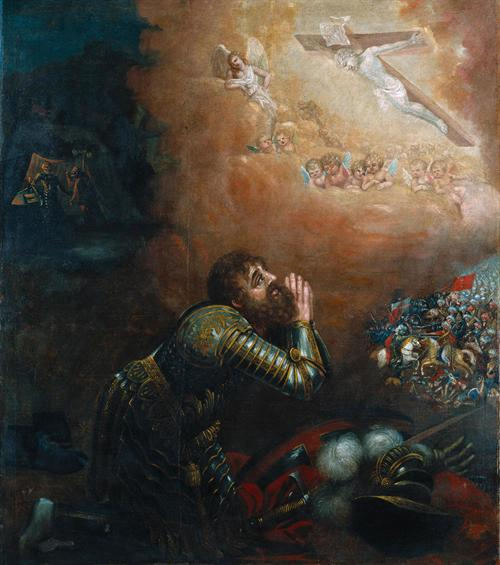
Famosa visão de D. Afonso Henriques na Batalha de Ourique.

Há quem o associe à lenda da visão de Cristo e seus anjos na Batalha de Ourique, em 1139, que levou a uma tal vitória as forças de D. Afonso Henriques sobre os invasores muçulmanos que lhe deram a oportunidade de autoproclamar-se rei de Portugal.

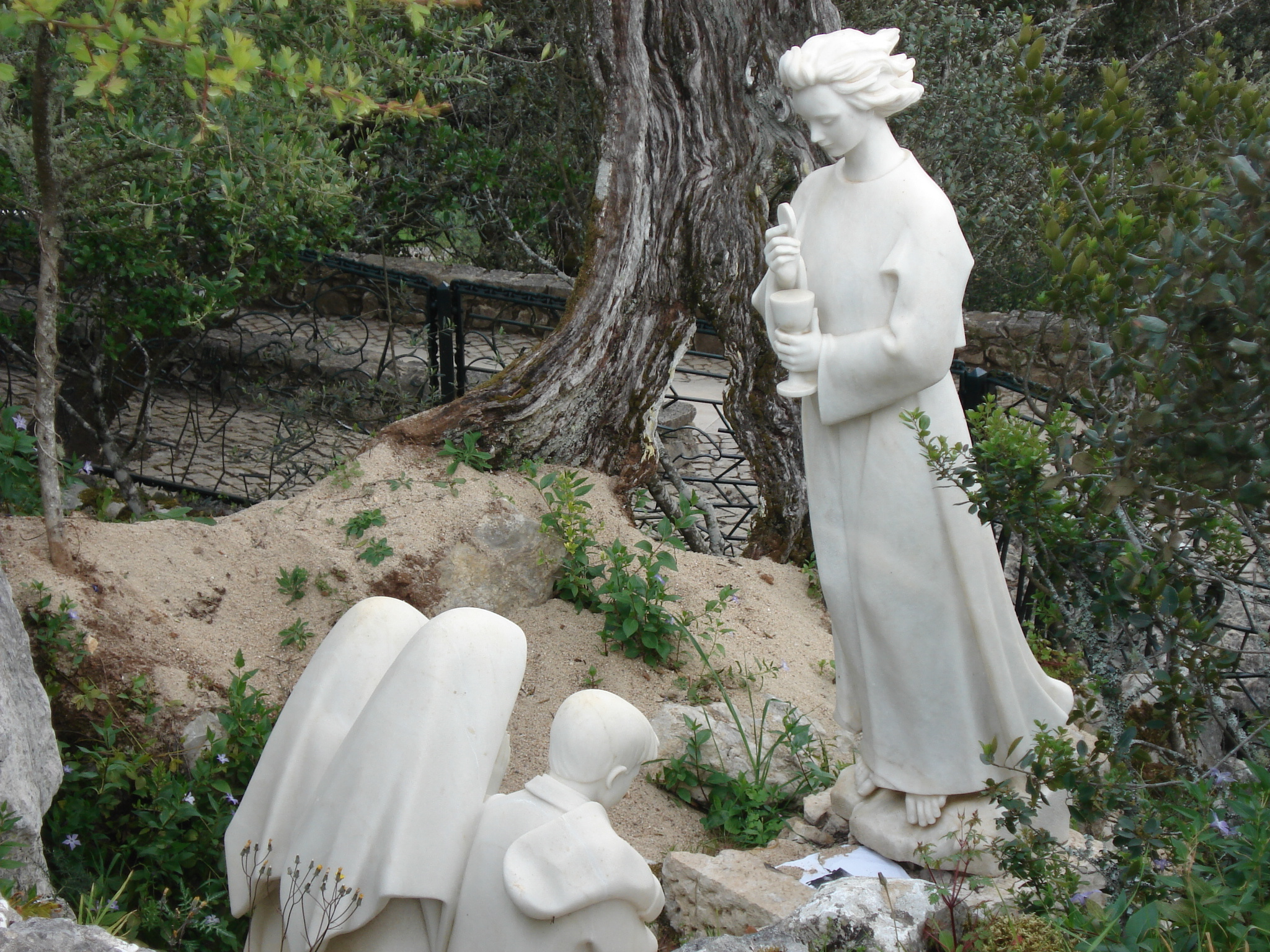
A Loca do Cabeço ou Loca do Anjo de Portugal no local da sua aparição aos três pastorinhos, nos Valinhos, em Fátima.

Nas suas Memórias, a Irmã Lúcia contou ainda que, entre abril e outubro de 1916, nas aparições de Fátima, teria já aparecido um anjo aos três pastorinhos, por três vezes, duas na Loca do Cabeço, no lugar dos Valinhos, e outra junto ao poço do quintal de sua casa, chamado o Poço do Arneiro, no lugar de Aljustrel, em Fátima. O anjo convidou-os à oração e penitência, e afirmou ser o "Anjo da Paz, o Anjo de Portugal".
Este anjo terá ensinado aos pastorinhos de Fátima duas orações, conhecidas por Orações do Anjo, as quais entraram na piedade popular e são utilizadas sobretudo na adoração eucarística.

## Iconografia
Há várias suas representações, nomeadamente as imagens do Mosteiro de Santa Cruz de Coimbra; da charola do Convento de Cristo de Tomar; a pintura da Igreja da Misericórdia de Évora; a iluminura do Livro de Horas de Dom Manuel. e a que está no Museu Nacional de Machado de Castro, em Coimbra, atribuída a Diogo Pires, o Moço
Há igualmente quem defenda que é a figura central do Painel do Infante e do Painel do Arcebispo, que fazem parte dos Painéis de São Vicente de Fora, que estão no Museu Nacional de Arte Antiga, obra que se julga do pintor português Nuno Gonçalves entre 1470 e 1480.